# François Solomiac
François Pierre Solomiac est un homme politique français né en 1747 à Puylaurens (Tarn) et mort le 2 avril 1829.

## Biographie
Homme de loi, il est député de l'Aude de 1791 à 1792, siégeant avec la majorité réformatrice. Il est nommé président du tribunal criminel du Tarn, puis depuis député de ce département à la Convention. Il vote la détention de Louis XVI et démissionne le 15 août 1793 pour reprendre ses fonctions judiciaires. Il est juge au tribunal d'appel de Toulouse en 1800 puis juge au tribunal de Castelsarrazin la même année, puis conseiller à la Cour d'appel de Toulouse en 1811, exerçant jusqu'à son décès.

## Sources
- « François Solomiac », dans Adolphe Robert et Gaston Cougny, Dictionnaire des parlementaires français, Edgar Bourloton, 1889-1891 [détail de l’édition]